# Lissonota
Lissonota is een geslacht van vliesvleugelige insecten uit de familie van de gewone sluipwespen (Ichneumonidae). De wetenschappelijke naam werd gepubliceerd door Gravenhorst in 1829. Hij beschreef Lissonota als een subgenus van Pimpla.
Lissonata hebben een slank lichaam, gemiddeld ongeveer 10 mm lang, en de ovipositor is ongeveer even lang als het lichaam. Ook de voelsprieten zijn even lang of langer dan het lichaam. Het zijn endoparasieten van rupsen (larven van Lepidoptera).
Het geslacht telt een vierhonderdtal soorten, die wereldwijd voorkomen. Het Nederlands Soortenregister vermeldt 33 soorten:
- Lissonota biguttata
- Lissonota bilineata
- Lissonota buolianae
- Lissonota carbonaria
- Lissonota clypealis
- Lissonota clypeator
- Lissonota complicator
- Lissonota conflagrata
- Lissonota confusa
- Lissonota coracina
- Lissonota cruentator
- Lissonota culiciformis
- Lissonota deversor
- Lissonota dubia
- Lissonota folii
- Lissonota frontalis
- Lissonota fundator
- Lissonota gracilenta
- Lissonota humerella
- Lissonota impressor
- Lissonota lineata
- Lissonota lineolaris
- Lissonota maculata
- Lissonota nitida
- Lissonota palpalis
- Lissonota perspicillator
- Lissonota pleuralis
- Lissonota proxima
- Lissonota setosa
- Lissonota thuringiaca
- Lissonota ulbrichtii
- Lissonota variabilis
- Lissonota versicolor

## Alle soorten
Deze lijst van 399 stuks is mogelijk niet compleet.
- L. absenta Chandra & Gupta, 1977
- L. accusator (Fabricius, 1793)
- L. aciculata Townes, 1978
- L. acrobasidis (Ashmead, 1896)
- L. admontensis Strobl, 1902
- L. adornata Chandra, 1976
- L. aequalis (Constantineanu & Constantineanu, 1968)
- L. albicaudata Chandra & Gupta, 1977
- L. albicoxis Kriechbaumer, 1888
- L. albipennis Townes, 1978
- L. albivitta Townes, 1978
- L. albomaculata (Cameron, 1899)
- L. albopicta Smith, 1878
- L. aleutiana (Cresson, 1879)
- L. alpestris (Cameron, 1886)
- L. alpina Habermehl, 1926
- L. alpinicola Bauer, 1985
- L. alpinistor Aubert, 1978
- L. alpivagator Aubert, 1976
- L. alutacea Townes, 1978
- L. alveata Townes, 1978
- L. amabilis Habermehl, 1918
- L. amatellae Townes, 1978
- L. amphithyris Townes, 1978
- L. angulata Townes, 1978
- L. angusta Taschenberg, 1863
- L. anipta Townes, 1978
- L. anomala Holmgren, 1860
- L. antennalis Thomson, 1877
- L. anthophila Townes, 1978
- L. aorba Ugalde & Gauld, 2002
- L. apprima Townes, 1978
- L. argiola Gravenhorst, 1829
- L. aspera Bain, 1970
- L. atra Bain, 1970
- L. atrella Townes, 1978
- L. atrimalis Townes, 1978
- L. atropos Schmiedeknecht, 1900
- L. aurantia Chandra, 1976
- L. axillaris Townes, 1978
- L. aziba Ugalde & Gauld, 2002
- L. azteca (Cresson, 1874)
- L. babela Ugalde & Gauld, 2002
- L. balia Townes, 1978
- L. barbator Aubert, 1972
- L. bella Chandra, 1976
- L. benoiti Townes, 1973
- L. bezaga Ugalde & Gauld, 2002
- L. bicincta Szepligeti, 1899
- L. biguttata Holmgren, 1860
- L. bilineata Gravenhorst, 1829
- L. bipartita Costa, 1886
- L. bispota Chandra & Gupta, 1977
- L. bistrigata Holmgren, 1860
- L. bivittata Gravenhorst, 1829
- L. brevipappus Townes, 1978
- L. breviseta Ratzeburg, 1852
- L. breviventris (Walsh, 1873)
- L. brunnea Cresson, 1868
- L. buccator (Thunberg, 1822)
- L. buolianae Hartig, 1838
- L. burmensis Chandra & Gupta, 1977
- L. busoma Chandra & Gupta, 1977
- L. calva Townes, 1978
- L. camptoneura Townes, 1978
- L. canula Ugalde & Gauld, 2002
- L. carbonaria Holmgren, 1860
- L. carinulata Sheng, 2000
- L. castaneae Chandra & Gupta, 1977
- L. catamelas Townes, 1978
- L. cephalotes Townes, 1978
- L. cincta (Cresson, 1865)
- L. clypealis Thomson, 1877
- L. clypearis Costa, 1886
- L. clypeator (Gravenhorst, 1820)
- L. coloradensis (Cresson, 1870)
- L. compar Fonscolombe, 1854
- L. complicator Aubert, 1967
- L. compressa Townes, 1978
- L. compta Townes, 1978
- L. conferta Townes, 1978
- L. conflagrata Gravenhorst, 1829
- L. confusa Rey del Castillo, 1992
- L. conocola Rohwer, 1920
- L. conulla Ugalde & Gauld, 2002
- L. coracina (Gmelin, 1790)
- L. coracinata Chandra & Gupta, 1977
- L. costulata Townes, 1978
- L. cracens Townes, 1978
- L. cracentis Chandra & Gupta, 1977
- L. crevieri (Provancher, 1874)
- L. cribraria Townes, 1978
- L. crudeta Ugalde & Gauld, 2002
- L. cruentator (Panzer, 1809)
- L. cruralis Townes, 1978
- L. culiciformis Gravenhorst, 1829
- L. curticauda Townes, 1978
- L. curtiterebra Chandra & Gupta, 1977
- L. curtiventris Horstmann & Yu, 1999
- L. chelata Townes, 1978
- L. chinensis (Cushman, 1922)
- L. chosensis (Uchida, 1955)
- L. dakrumae (Ashmead, 1896)
- L. danielsi Chandra & Gupta, 1977
- L. daschi Townes, 1978
- L. davisi (Townes, 1944)
- L. densata Townes, 1978
- L. depressifronta Chandra & Gupta, 1977
- L. deversor Gravenhorst, 1829
- L. digestor (Thunberg, 1822)
- L. dineta Ugalde & Gauld, 2002
- L. disrupta (Cockerell, 1921)
- L. distincta Bridgman, 1889
- L. dreisbachorum Townes, 1978
- L. dubia Holmgren, 1856
- L. dusmeti (Seyrig, 1927)
- L. electra Viereck, 1903
- L. elegantissima (Hellen, 1940)
- L. elongator (Schiodte, 1839)
- L. erythrina Holmgren, 1860
- L. eurycorsa Townes, 1978
- L. evetriae Rohwer, 1920
- L. excelsa Schmiedeknecht, 1900
- L. exculta Chandra & Gupta, 1977
- L. exigua (Cresson, 1870)
- L. exilis (Cresson, 1870)
- L. exophthalmus Townes, 1978
- L. extrema Hedwig, 1932
- L. fascipennis Townes, 1978
- L. fenella Viereck, 1903
- L. filiformis Sheng, 2000
- L. fissa Brischke, 1865
- L. flavicruris Chandra & Gupta, 1977
- L. flavipectus Townes, 1978
- L. flavofasciata Chandra & Gupta, 1977
- L. flavopicta Smith, 1878
- L. flavovariegata (Lucas, 1849)
- L. fletcheri Bridgman, 1882
- L. folii Thomson, 1877
- L. freyi (Hellen, 1915)
- L. frontalis (Desvignes, 1856)
- L. fugata Ugalde & Gauld, 2002
- L. fulva Bain, 1970
- L. fulvicornis Townes, 1978
- L. fulvipes (Desvignes, 1856)
- L. fundator (Thunberg, 1822)
- L. funebris Habermehl, 1923
- L. fuscifacies Chandra & Gupta, 1977
- L. fuscipes (Cameron, 1903)
- L. fuscipilis Townes, 1978
- L. genator Aubert, 1972
- L. genoplana Townes, 1978
- L. gibboclypeata Chandra, 1976
- L. giganta (Uchida, 1928)
- L. gracilenta Holmgren, 1860
- L. gracilipes Thomson, 1877
- L. granulata Chandra, 1976
- L. greeni Cameron, 1905
- L. gurna Ugalde & Gauld, 2002
- L. halidayi Holmgren, 1860
- L. hamus (Uchida, 1940)
- L. heinrichi Townes, 1978
- L. henanensis Sheng, 2009
- L. heterodoxa Fonscolombe, 1854
- L. hilaris (Cresson, 1879)
- L. hildae (Gyorfi, 1941)
- L. himachala Chandra & Gupta, 1977
- L. histrio (Fabricius, 1798)
- L. horpa Ugalde & Gauld, 2002
- L. hortorum Gravenhorst, 1829
- L. humerella Thomson, 1877
- L. hungarica Schmiedeknecht, 1900
- L. ibericator Aubert, 1972
- L. imitatrix (Walsh, 1873)
- L. impressor Gravenhorst, 1829
- L. inareolata Pfeffer, 1913
- L. inconspicua Schmiedeknecht, 1935
- L. inconstans Cushman, 1940
- L. incrassata Chandra & Gupta, 1977
- L. infulata Townes, 1978
- L. insita (Cresson, 1870)
- L. irrasa Townes, 1978
- L. jacobi (Walley, 1942)
- L. jaei Townes, 1978
- L. japonica (Ashmead, 1906)
- L. jonathani Chandra & Gupta, 1977
- L. justina Ugalde & Gauld, 2002
- L. kaiyuanensis Uchida, 1942
- L. kamathi Chandra & Gupta, 1977
- L. kambaitensis Chandra & Gupta, 1977
- L. kircosa Chandra & Gupta, 1977
- L. kolae (Morley, 1933)
- L. kolpa Ugalde & Gauld, 2002
- L. kurilensis Uchida, 1928
- L. laeviceps Townes, 1978
- L. laevigata (Cresson, 1870)
- L. lathami Townes, 1978
- L. laticincta Townes, 1978
- L. leionotum Townes, 1978
- L. leiponeura Townes, 1978
- L. lema Ugalde & Gauld, 2002

- L. lenis Townes, 1978
- L. leptalea Townes, 1978
- L. leptura Townes, 1978
- L. leucogenys Townes, 1978
- L. leucophrys Townes, 1978
- L. leucopoda Cameron, 1886
- L. leucopus Townes, 1978
- L. leucoscelis Townes, 1978
- L. leurosa Chandra & Gupta, 1977
- L. limbata Townes, 1978
- L. linearis Gravenhorst, 1829
- L. lineata Gravenhorst, 1829
- L. lineolaris (Gmelin, 1790)
- L. lirata Townes, 1978
- L. lissolabis Townes, 1978
- L. lissonotator Aubert, 1977
- L. longigena Bauer, 1985
- L. longior Townes, 1978
- L. longispiracularis (Uchida, 1940)
- L. lophota Townes, 1978
- L. luffiator Aubert, 1969
- L. macqueeni Chandra, 1976
- L. macra (Cresson, 1870)
- L. maculata Brischke, 1865
- L. maculiventris (Rohwer, 1913)
- L. magdalenae Pfankuch, 1921
- L. malaisei Chandra & Gupta, 1977
- L. manca Brauns, 1896
- L. mandschurica (Uchida, 1942)
- L. marginata (Provancher, 1873)
- L. mediterranea Seyrig, 1927
- L. mesorufa (Momoi, 1970)
- L. mexicana (Cameron, 1886)
- L. microstoma Townes, 1978
- L. michaelis Rey del Castillo, 1990
- L. minuenta Morley, 1913
- L. monona Ugalde & Gauld, 2002
- L. monosticta Kriechbaumer, 1900
- L. morum Morley, 1913
- L. muertae Ugalde & Gauld, 2002
- L. multicolor Colenso, 1885
- L. mulleola Chandra & Gupta, 1977
- L. mutator Aubert, 1969
- L. neixiangica Sheng, 2000
- L. nigra Brischke, 1880
- L. nigricornis (Provancher, 1873)
- L. nigricorpa Chandra & Gupta, 1977
- L. nigridens Thomson, 1889
- L. nigromacra Townes, 1978
- L. nigrominiata Chandra & Gupta, 1977
- L. nigroscutellata Chandra, 1976
- L. nirna Ugalde & Gauld, 2002
- L. nishiguchii (Momoi, 1962)
- L. nitida (Gravenhorst, 1829)
- L. oblongata Chandra & Gupta, 1977
- L. obscuripes Strobl, 1902
- L. obsoleta Bridgman, 1889
- L. occidentalis (Cresson, 1870)
- L. ocularis Townes, 1978
- L. oculatoria (Fabricius, 1798)
- L. oncolaba Townes, 1978
- L. orophila Townes, 1978
- L. otaruensis (Uchida, 1928)
- L. palpalis Thomson, 1889
- L. pallipleuris Townes, 1978
- L. parasitellae Horstmann, 2003
- L. parva (Cresson, 1870)
- L. paula Chandra & Gupta, 1977
- L. peckorum Townes, 1978
- L. pectinata (Benoit, 1955)
- L. pectinator Aubert, 1972
- L. penerecta Townes, 1978
- L. pentazona Townes, 1978
- L. perina Ugalde & Gauld, 2002
- L. persimilis (Cameron, 1886)
- L. perspicillator Gravenhorst, 1829
- L. petila Townes, 1978
- L. petiolata Sheng, 2000
- L. pevola Ugalde & Gauld, 2002
- L. philippinensis Chandra & Gupta, 1977
- L. picta Boie, 1850
- L. picticoxis Schmiedeknecht, 1900
- L. pimplator (Zetterstedt, 1838)
- L. pinguicula Townes, 1978
- L. pleuralis Brischke, 1880
- L. polonica Habermehl, 1918
- L. populi Townes, 1978
- L. posticalis Townes, 1978
- L. prionoxysti (Rohwer, 1915)
- L. pristina (Brues, 1910)
- L. prolixa Chandra & Gupta, 1977
- L. proxima Fonscolombe, 1854
- L. pseudeleboea Ugalde & Gauld, 2002
- L. punctata (Cresson, 1870)
- L. punctipleuris Townes, 1978
- L. punctiventrator Aubert, 1977
- L. punctiventris Thomson, 1877
- L. punctor Aubert, 1976
- L. punctulata Szepligeti, 1899
- L. purpurea Seyrig, 1928
- L. pygmaea Strobl, 1902
- L. qilianica Sheng, 2006
- L. quadrata Szepligeti, 1899
- L. quadrinotata Gravenhorst, 1829
- L. quinqueangularis Ratzeburg, 1852
- L. rasilis Townes, 1978
- L. reniculellae Townes, 1978
- L. risola Ugalde & Gauld, 2002
- L. robusta Ratzeburg, 1852
- L. roveba Ugalde & Gauld, 2002
- L. rubida Chandra, 1976
- L. rubrica (Cresson, 1870)
- L. rubricosa Brischke, 1880
- L. rufescens Boie, 1850
- L. rufina Costa, 1886
- L. rufipes

Lissonota rufipes (Brischke) Brischke, 1865
Lissonota rufipes (Szepligeti) Szepligeti, 1899
- L. rufitarsis Szepligeti, 1899
- L. rufithorax (Cresson, 1865)
- L. rugosa Chandra, 1976
- L. rushi Townes, 1978
- L. russata Townes, 1978
- L. russula Chandra & Gupta, 1977
- L. sahlbergi Hellen, 1915
- L. sakala Cushman, 1942
- L. salubria Ugalde & Gauld, 2002
- L. samuelsoni (Momoi, 1970)
- L. sapinea Townes, Momoi & Townes, 1965
- L. sardanator Aubert, 1969
- L. saturator (Thunberg, 1822)
- L. saxenai Chandra & Gupta, 1977
- L. scabra Brischke, 1880
- L. scabricauda Townes, 1978
- L. scutellaris (Cresson, 1870)
- L. schmiedeknechti Smits van Burgst, 1914
- L. sector (Thunberg, 1822)
- L. segnis (Cresson, 1879)
- L. semirufa (Desvignes, 1856)
- L. semitropis Townes, 1978
- L. serrulota Sheng, 2000
- L. setosa (Geoffroy, 1785)
- L. sevina Ugalde & Gauld, 2002
- L. sexcincta (Ashmead, 1890)
- L. shenefelti Townes, 1978
- L. sheni Sheng, 2000
- L. silvatica Habermehl, 1918
- L. spilocephala Cameron, 1906
- L. spilostethus Townes, 1978
- L. stenops Townes, 1978
- L. stenostoma Townes, 1978
- L. sternalis Costa, 1886
- L. stigmator Aubert, 1972
- L. striatopetiolata Chandra & Gupta, 1977
- L. stygialis (Brues, 1910)
- L. subaciculata Bridgman, 1886
- L. subcalva Townes, 1978
- L. subnodifer Townes, 1978
- L. subnuda Townes, 1978
- L. sulcula Townes, 1978
- L. superbator Aubert, 1967
- L. szepligetii Dalla Torre, 1901
- L. tacnaensis (Brethes, 1916)
- L. taeniata Townes, 1978
- L. tanyterebrata Chandra & Gupta, 1977
- L. tarsata Townes, 1978
- L. tauriscorum Strobl, 1902
- L. tegularis (Cresson, 1870)
- L. temporalis Townes, 1978
- L. tenebrosa (Brues, 1910)
- L. tenerrima Thomson, 1877
- L. tenuipes Townes, 1978
- L. terebrans Sheng, 2000
- L. tergolata Chandra & Gupta, 1977
- L. tetrazona Townes, 1978
- L. thuringiaca (Schmiedeknecht, 1900)
- L. tincta Townes, 1978
- L. tinctibasis Townes, 1978
- L. tostada Ugalde & Gauld, 2002
- L. transsylvanica Constantineanu & Ciochia, 1968
- L. transversostriata (Smits van Burgst, 1921)
- L. trichota Townes, 1978
- L. trifasciola Chandra & Gupta, 1977
- L. tristis Brischke, 1888
- L. trochanterator Aubert, 1972
- L. ulbrichtii (Ulbricht, 1909)
- L. uncata Townes, 1978
- L. ustulata Chandra & Gupta, 1977
- L. variabilis Holmgren, 1860
- L. vebena Ugalde & Gauld, 2002
- L. veris Townes, 1978
- L. versicolor Holmgren, 1860
- L. vidua Townes, 1978
- L. vincta Townes, 1978
- L. xanthofacia Chandra & Gupta, 1977
- L. xanthomus Townes, 1978
- L. xanthophrys Townes, 1978
- L. xanthopyga Holmgren, 1868
- L. xuthosoma Chandra & Gupta, 1977
- L. zonalis Townes, 1978